# Усадище (Городищенская волость)
Усадище — деревня в Островском районе Псковской области. Входит в состав сельского поселения Островская волость. 
Расположена на берегу реки Пенная, в 12 км к востоку от центра города Остров.
| 2001 | 2002 | 2010 | 2013 |
| ---- | ---- | ---- | ---- |
| 10   | ↘7   | ↗14  | ↘9   |

## История
До апреля 2015 года деревня входила в состав ныне упразднённой Городищенской волости Островского района.